# 最後的大亨
《最後的大亨》（英語：The Last Tycoon）是一部未完成的小說，作者是法蘭西斯·史考特·費茲傑羅。1941年，在他去世後由評論家、作家兼好友埃德蒙·威森以本標題出版。
該書於1957年改編成電視劇及1976年的同名電影，由哈羅德·品特編寫劇本。羅拔·迪尼路和泰瑞莎·羅素主演。
1993年，小說的新版以《The Love of the Last Tycoon》的標題出版，由專門研究費茲傑羅的學者Matthew Bruccoli負責編輯。該版本於1998年在加利福尼亞州的洛杉磯首演舞台劇。2013年，HBO宣佈計劃改編作品。HBO取消項目和將版權送給索尼影視，於2016年由Amazon Studios製作及播出電視劇。

## 劇情總結
根據《出版者周刊》，《最後的大亨》是「整體上被認為是一本影射小說」，費茲傑羅以歷史上的電影製作人歐文·托爾伯格來塑造他的角色Monroe Stahr。故事內容講述Stahr在荷里活的權力崛起，以及與競爭對手Pat Brady的衝突，其角色的原型是著名電影製片廠老闆路易·B·梅耶。

## 主要角色
- Monroe Stahr，荷里活電影製作人
- Bradogue Brady，Stahr的伙伴，也是電影製作人
- Cecelia Brady，Brady的女兒
- Kathleen Moore，Stahr的愛慕對象

## 改編作品
- 1957年：約翰·法蘭根海馬執導的電視劇《Playhouse 90（英语：Playhouse 90）》，積·皮連斯飾演Monroe Stahr。
- 1976年：電影《銀色大亨》由伊力·卡山執導，英國劇作家哈羅德·品特編劇。羅拔·迪尼路飾演Monroe Stahr，泰瑞莎·羅素（英语：Theresa Russell）飾演Cecelia Brady，而羅拔·米湛及積·尼高遜也有份演出。
- 1998年：1993年小說新版改編的舞台劇。
- 2016年：2013年11月9日，HBO宣佈計劃改編《最後的大亨》，比利·雷編寫劇本。[2]後來HBO取消計劃及宣佈由索尼影視電視負責製作，Amazon Studios於2014年11月7日接手比利·雷的改編。2015年11月23日，演員馬修·波莫被選中飾演Monroe Stahr，莉莉·柯林斯飾演Cecilia Brady，同時也宣佈雷將會執導試播集[3]，於2016年6月17日播出。[4]

## 外部連結
- F. Scott Fitzgerald. The Last Tycoon An Unfinished Novel. New York: Charles Scribner's Sons, 1941. Full text online in Internet Archive.